# 大林寺 (岡崎市)
大林寺（だいりんじ）は、愛知県岡崎市魚町にある浄土宗西山深草派の寺院。山号は拾玉山。院号は阜光院。本尊は阿弥陀如来。

## 概要・歴史
1493年（明応2年）、松平光重が天盈良倪（てんえいりょうげい）を開山として明大寺に創建した。当初は光林寺と称した。1530年（享禄3年）、松平清康の命で現在地に移転した。
1535年（天文4年）12月、清康は尾張の守山城で変死し、遺骸は菅生丸山（随念寺）で荼毘にふされた。清康の夫人春姫（西郷信貞の娘）は尼となり、1548年（天文17年）2月、大林寺で没した。翌1549年（天文18年）、清康の子で、徳川家康の父松平広忠も若くして亡くなる（現在の数え方で享年22歳）。松平氏は織田氏・今川氏への影響を恐れ、ひそかに遺骸を大林寺に移し、能見村に葬った。こうして、清康、広忠、春姫の霊廟が本寺に置かれることとなった。
1596年（文禄5年）、豊臣秀吉の命を受けて田中吉政が岡崎城主に着任。三河国において徳川体制から豊臣体制に改編されたこの時期、吉政自身も徳川色の強い寺社の勢力を弱めることに力を入れた。城下町拡張とともに寺社弾圧を行ったとされている。岡崎城北に位置した大林寺は、明大寺への移転の計画は中止となったが、寺の北側は田中堀となり寺領の一部は没収された。
しかし慶長期に入ると、松平氏ゆかりの寺社は家康の先祖に対する権威付けにより寺格が高められた。1603年（慶長8年）、朱印地100石が与えられると同時に、松平広忠の永代法事を執行するように命じられた。1668年（寛文8年）、本堂や客殿を再建。1710年（宝永7年）、紀貞翁伝徹の代に常紫衣綸旨を受ける。
1945年（昭和20年）7月20日未明の岡崎空襲により境内の大部分が失われた。
1951年（昭和26年）6月、嫩（ふたば）幼稚園が境内に新築移転。
1962年（昭和37年）6月15日、松平清康墓と松平広忠墓が市の指定文化財に指定された。

## ギャラリー
- 松平清康の墓
- 松平広忠の墓
- 春姫（清康夫人）の墓
- 矢頭教兼の墓
- 西郷頼嗣の墓
- 松平昌安の墓
- 隣接する嫩（ふたば）幼稚園